# آدم دياكون
آدم دياكون (بالإنجليزية: Adam Deacon)‏ هو ممثل بريطاني، ولد في 4 مارس 1983 في المملكة المتحدة.

## وصلات خارجية
- آدم دياكون على موقع IMDb (الإنجليزية)
- آدم دياكون على موقع ميوزك برينز (الإنجليزية)
- آدم دياكون على موقع ديسكوغز (الإنجليزية)
- آدم دياكون على موقع قاعدة بيانات الفيلم (الإنجليزية)